# 荀子柬释
《荀子柬释》，近人梁启雄所著。1936年由商务印书馆出版，初名《荀子柬释》，“柬”为柬择、挑选之意，字义较古，作者自述与“诱掖”、“普及”之旨略违，遂在1955年古籍出版社再版时改为《荀子简释》通行至今。现有中华书局1983年一版一印行世。
本书采辑书目有：
- 王先谦《荀子集解》
- 王懋竑《读书记疑》
- 王绍兰《读书杂记》
- 俞樾《荀子诗说》
- 孙诒让《札迻》
- 陶鸿庆《读诸子札记》
- 刘师培《荀子补释》
- 刘师培《荀子校补》
- 高亨《荀子眉笺》
- 杨树达《读荀子小笺》
- 刘念亲《荀子正名篇释诂》
- 钟泰《荀子订补》
- 于省吾《双剑誃荀子新证》

日本
- 物茂卿《读荀子》
- 久保爱《荀子增注》
- 豬飼彥博《荀子补遗》
- 冈本保孝《荀子考》